# Skedöklovan
Skedöklovan är en ö i Finland. Den ligger i Finska viken och i kommunen Raseborg i den ekonomiska regionen  Raseborg i landskapet Nyland, i den södra delen av landet. Ön ligger omkring 94 kilometer väster om Helsingfors.
Öns area är 4,1 hektar och dess största längd är 370 meter i nord-sydlig riktning.